# جون كيرك
جون كيرك (بالإنجليزية: John Kirk)‏ (7 فبراير 1922 بليستر في المملكة المتحدة - ) هو لاعب كرة قدم بريطاني في مركز جناح. لعب مع نوتينغهام فورست ونادي كيدرمينستر هاريرز لكرة القدم ودارلينجتون إف سى.